# TIFF 2016
Cea de-a 15-a ediție a Festivalului Internațional de Film Transilvania s-a desfășurat în perioada 27 mai - 5 iunie 2016 la Cluj-Napoca. 
În competiția pentru Trofeul Transilvania au intrat 12 filme. Juriul a fost alcătuit din: Tomasz Wasilewski, regizor polonez, Wieland Speck, directorul secțiunii Panorama a Festivalului de la Berlin, Bill Guentzler, director artistic al Festivalului Internațional de Film din Cleveland, Margita Gosheva, actriță bulgară, Cătălin Cristuțiu, monteur român.
Actrița Sophia Loren a venit pentru prima dată în România, ca invitat special al TIFF și a primit Premiul pentru întreaga carieră la gala de închidere a festivalului, la Teatrul Național din Cluj-Napoca. 
Filmul de deschidere a festivalului a fost 6,9 pe scara Richter (România, Bulgaria, Ungaria), regizat de Nae Caranfil.

## Filmele din competiția oficială
| Titlu original           | Titlu românesc          | Țara                                           | Regizor                       |
| ------------------------ | ----------------------- | ---------------------------------------------- | ----------------------------- |
| Câini                    | Câini                   | România, Franța, Bulgaria, Qatar               | Bogdan Mirică                 |
| Island City              | Trei povesti din Mumbai | India                                          | Ruchika Oberoi                |
| De l’ombre il y a        | Un loc la umbră         | Franța, Cambodia                               | Nathan Nicholovitci           |
| À peine j’ouvre les yeux | Când deschid ochii      | Franța, Tunisia, Belgia, Emiratele Arabe Unite | Leyla Bouzid                  |
| Sparrows                 | Vrabii                  | Islanda, Danemarca                             | Rúnar Rúnarsson               |
| Tanna                    | Tanna                   | Australia, Vanuatu                             | Bentley Dean și Martin Butler |
| Fado                     | Fado                    | Germania                                       | Jonas Rothlaender             |
| Thrist                   | Sete                    | Bulgaria                                       | Svetla Tsotsorkova            |
| Tikkun                   | Tikkun                  | Israel                                         | Avishai Sivan                 |
| Remainder                | Fragmentar              | Regatul Unit                                   | Omer Fast                     |
| La puerta abierta        | Ușa deschisă            | Spania                                         | Marina Seresesky              |
| Shelley                  | Shelley                 | Danemarca                                      | Ali Abbasi                    |

## Premii
- Trofeul Transilvania – Câini, regia Bogdan Mirică
- Premiul pentru Cea mai bună regie - Avishai Sivan, pentru Tikkun
- Premiul Special al Juriului - Vrăbii / Sparrows, regia Rúnar Rúnarsson
- Premiul pentru Cea mai bună interpretare – David D’Ingeo, Un loc la umbră / De l'ombre il y a
- Mențiunea Specială a Juriului - Monika Naydenova și Alexander Benev, pentru interpretarea din Sete/ Thirst
- Mențiunea specială a juriului pentru scurtmetraj în Zilele Filmului Românesc – Mă cheamă Costin, regia Radu Potcoavă
- Premiul FIPRESCI, oferit de juriul Federației Internaționale a Criticilor de Film unui film din secțiunea #Animal – Taurul de Neon / Neon Bull, regia Gabriel Mascaro
- Premiul Publicului - Ușa deschisă / La Puerta Abierta, regia Marina Seresesky
- Premiul pentru întreaga carieră, actriței Sophia Loren
- Premiul de Excelență  actriței Carmen Galin
- Premiul pentru întreaga carieră - actriței Lujza Orosz
- Premiul Special pentru Contribuția adusă Cinematografiei Mondiale, producătorului Iain Smith
- Premiul Special – Trofeul Transilvania 15, regizorului Cristi Puiu
- Premiul Zilelor Filmului Românesc pentru secțiunea Lungmetraj – Ultima zi, regia Gabriel Achim
- Premiul Zilelor Filmului Românesc pentru Debut – Discordia, regia Ion Indolean
- Premiul Zilelor Filmului Românesc pentru secțiunea Scurtmetraj – O noapte în Tokoriki, regia Roxana Stroe
- Premiul pentru Cel mai bun scurtmetraj din secțiunea Umbre - Saint Frankenstein, regia Scooter McCrae
- Mențiuni speciale în secțiunea Umbre-scurtmetraj: The Pond, regia Jeroen Dumoulein, și Sister Hell, regia Fredrik Hana

### Premii în cadrul programelor TIFF
- Transilvania Pitch Stop Development Award – Scor alb/ Tie, de Marius Olteanu
- Transilvania Pitch Stop CoCo Award – Viața în Moscova/ Alive in Moscow, de Grigore Becket
- Premiul concursului The Pitch – Anda Pușcaș, cu proiectul SOL
- Premiul Competiției Locale - Investiția perfectă, regia Ibolya Simó
- Mențiune Specială în cadrul Competiției Locale - The Light that Memory Lends to Things, regia Ana Vijdea
- Premiul Let’s Go Digital!, pentru cel mai bun film realizat în cadrul atelierului de film pentru adolescenți – Azi vin, de Călin Boto, Andrada Băleanu și Agata Olteanu

### Alte premii
- Premiul Juriului Tinerilor Francofoni, oferit de TV5 Monde, RFI România și Institutul Francez –  Mor să-ți spun / Je me tue a le dire, regia Xavier Seron